# Oksby Sogn
Oksby Sogn var et sogn i Varde Provsti (Ribe Stift). 27. november 2016 (1. søndag i advent) blev sognet lagt sammen med Ho Sogn og Mosevrå Sogn til Blåvandshuk Sogn.
I 1800-tallet var Oksby Sogn anneks til Ho Sogn. Begge sogne hørte til Vester Horne Herred i Ribe Amt. Ho-Oksby sognekommune blev ved kommunalreformen i 1970 indlemmet i Blåvandshuk Kommune, som ved strukturreformen i 2007 indgik i Varde Kommune.
I Oksby Sogn ligger Oksby Kirke. Mosevrå Kirke blev i 1891 indviet som filialkirke til Oksby Kirke, og Mosevrå blev et kirkedistrikt i Oksby Sogn. I 2010 blev Mosevrå Kirkedistrikt udskilt som det selvstændige Mosevrå Sogn.
I Oksby og Mosevrå sogne findes følgende autoriserede stednavne:
- Artbjerge (areal)
- Blåvand (bebyggelse)
- Blåvands Huk (areal)
- Bordrup (bebyggelse)
- Bordrup Klitplantage (areal)
- Buksande (areal)
- Fugltoft Huse (bebyggelse)
- Grovsø (vandareal)
- Grønbjerg (bebyggelse)
- Grønningen (areal)
- Havsande (areal)
- Hornsbjerge (areal)
- Hvidbjerg (bebyggelse)
- Kallesmærsk Hede (areal)
- Kirkebjerge (areal)
- Krogsande (areal)
- Langslade (areal)
- Langslade Rende (vandareal)
- Midtby (bebyggelse)
- Mosevrå (bebyggelse, ejerlav)
- Mosevrå Plantage (areal)
- Nørre Grandelag (bebyggelse)
- Oksby (bebyggelse)
- Oksby Enge (areal, ejerlav)
- Oksby Klitplantage (areal)
- Ovnsmunds Sande (areal)
- Ravnebjerge (areal)
- Ringbjerge (areal)
- Skuled Bjerge (areal)
- Tane (bebyggelse)
- Tingbjerg (areal)
- Totterne (areal)
- Vandflod (bebyggelse, ejerlav)
- Vandflod Bjerge (areal)
- Vejers (bebyggelse, ejerlav)
- Vejers Klitplantage (areal)
- Vejers Strand (bebyggelse)
- Ægbjerge (areal)
- Øster Nordby (bebyggelse)
- Ålestrøm (vandareal)